# GlobalPost
GlobalPost ist eine online-basierte Nachrichtenagentur, und gehört damit zum Online-Journalismus. Sie hat sich das Ziel gesetzt, „die internationalen Nachrichten für das digitale Zeitalter neu zu definieren.“

## Geschichte
Philip Balboni gründete die Agentur (mit 8,5 Millionen US-Dollar von Privatinvestoren) zusammen mit Charles M. Sennott, dem Gründer und Direktor von The Ground Truth Project, der sich 2011 in Kairo durch Berichte über den Arabischen Frühling einen Namen machte. Balboni hatte sich vorher als Gründer und langjähriger Leiter der New England Cable News (NECN) einen Namen gemacht. Die GlobalPost startete am 12. Januar 2009 mit 65 Korrespondenten weltweit. Der Journalist Caryle Murphy, ehemaliger Mitarbeiter der Washington Post mit Sitz in Saudi-Arabien, und der Journalist und Novelist Matt Beynon Rees vom Time Magazine mit Sitz in Jerusalem, waren führende Gründungsmitarbeiter der Agentur. Eine traurige internationale Bekanntheit erreichte der für GlobalPost arbeitende Kriegsreporter James Foley, der 2012 in Syrien entführt wurde und im August 2014 von einem Mitglied der Terrororganisation Islamischer Staat enthauptet wurde.
Die GlobalPost stellte ihre Nachrichten gegen geringe Gebühr anderen Medien zur Verfügung, darunter New York Daily News, The World Weekly, Times of India, und Newark Star-Ledger, finanziert sich aber hauptsächlich aus Internetwerbung. nachdem der Versuch scheiterte, Online-Abonnements zu vermarkten.